# Hortus Haren
Hortus Haren er en botanisk have i Haren, Groningen i Holland. Den blev grundlagt i 1626 af apotekeren Henricus Munting, og lå oprindeligt mellem Grote Rozenstraat og Grote Kruisstraat i Groningen. Grundet pladsproblemer blev haven flyttet til Haren i 1967 og det blev den største botaniske have i landet.

## Galleri
- Kinesisk pavillon i haven.
- Bro i den kinesiske have
- Vandfald i den kinesiske have
- Sø i Hortus Haren (Voedselarme plas).
- Belægning i den kinesiske have.
- ‘In The Wind’. Kunstværk af Jeroen Boersma.